# Rhett
Rhett  è un nome proprio di persona inglese maschile.

## Varianti
- Femminili: Rhetta[1]

## Origine e diffusione
Riprende il cognome inglese Rhett, che è una forma anglicizzata dell'olandese de Raedt, e deriva dalla radice germanica raet, "consiglio".
Cominciò ad essere usato come nome proprio nel XIX secolo in Carolina del Sud, in onore di una distinta famiglia locale che lo portava come cognome; una notevole spinta alla diffusione venne poi data dal personaggio di Rhett Butler, protagonista del romanzo di Margaret Mitchell Via col vento del 1936 e dell'omonimo film da esso tratto del 1939.

## Onomastico
Il nome è adespota, cioè non è portato da alcun santo, quindi l'onomastico ricade il 1º novembre ad Ognissanti.

## Persone
- Rhett Davies, produttore discografico, compositore e fonico di studio britannico
- Rhett Ellison, giocatore di football americano statunitense
- Rhett Forrester, cantante statunitense
- Rhett Reese, sceneggiatore statunitense
- Rhett Titus, wrestler statunitense

### Variante femminile Rhetta
- Rhetta Hughes, attrice e cantante statunitense

## Il nome nelle arti
- Rhett Baker è un personaggio del film del 2001 Prigione di vetro, diretto da Daniel Sackheim.
- Rhett Butler è un personaggio del romanzo di Margaret Mitchell Via col vento, dell'omonimo film del 1939 da esso tratto e di tutte le altre opere ad essi ispirate.
- Rhett Harper è un personaggio del film televisivo Walker Texas Ranger - Processo infuocato.
- Rhett Loud è un personaggio del film del 2005 Flightplan - Mistero in volo.
- Rhetta Rodriguez è un personaggio della serie televisiva Saving Grace.